# Arthroplastie

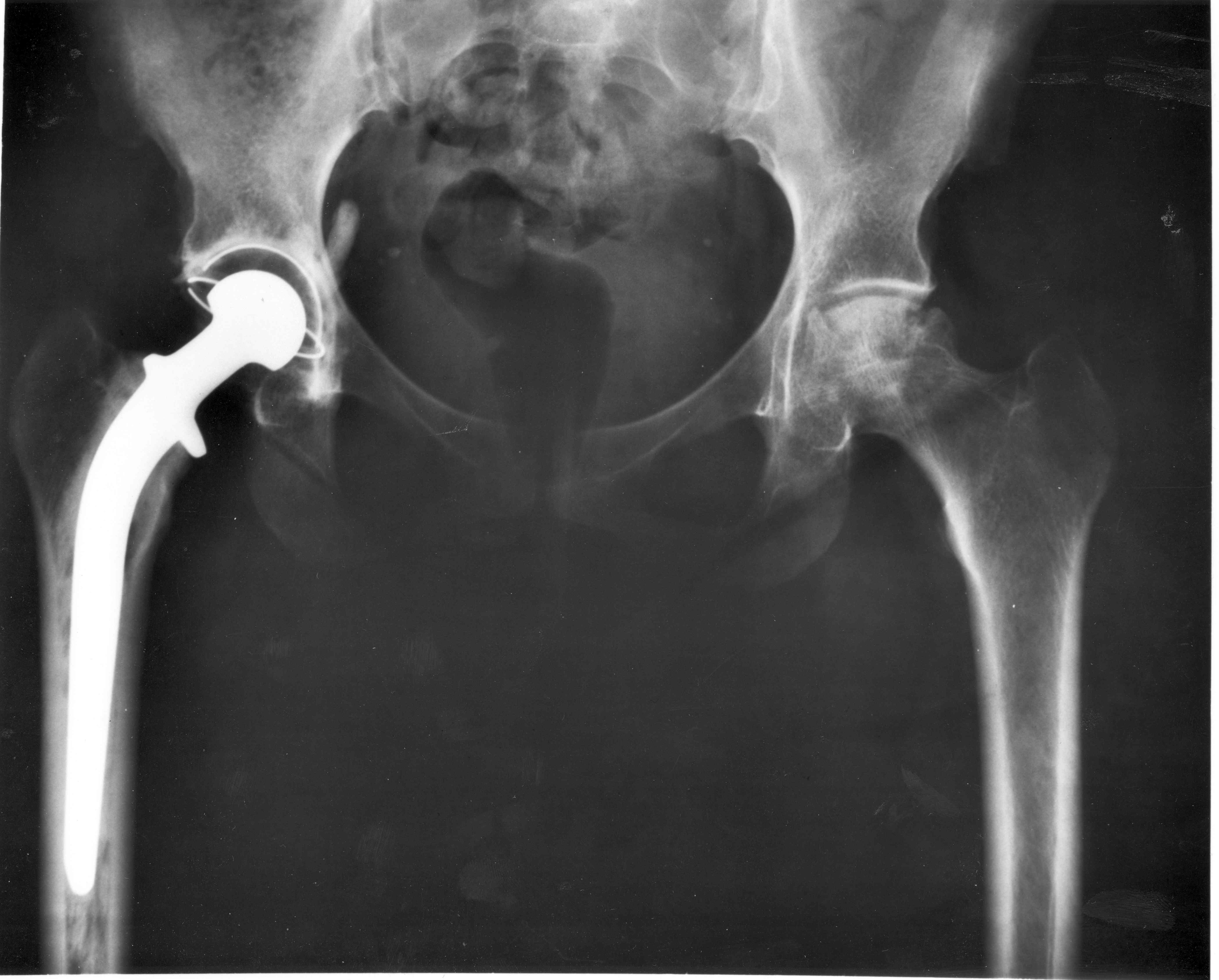
Remplacement total de l'articulation de la hanche. La hanche droite de ce patient (à gauche sur la photo) a été supprimée par une articulation artificielle. L'articulation artificielle mime les formes naturelles, la tête du fémur étant intégrée par une tête métallique insérée dans la moële de l'os, et s'insérant dans une cupule en plastique blanc insérée dans le bassin. L'une des raisons les plus fréquentes de remplacement de l'articulation de la hanche est souvent l'arthrose.

L'arthroplastie consiste en la réfection chirurgicale d'une articulation avec ou sans implantation d'une prothèse.
Voir aussi :
- Orthopédie
  - Prothèse articulaire (en général)
  - Prothèse totale de hanche
  - Prothèse du genou
  - Prothèse de l'épaule
  - Ligament croisé antérieur : "notchplasty" ou plastie de restauration de l'échancrure fémorale